# 1088
| 1088               |
| ------------------ |
| Dødsfald - Fødsler |
|                    |

| Gregoriansk kalender | 1088 MLXXXVIII          |
| Ab urbe condita      | 1841                    |
| Armensk kalender     | 537 ԹՎ ՇԼԷ              |
| Kinesiske kalender   | 3784 – 3785 丁卯 – 戊辰 |
| Etiopisk kalender    | 1080 – 1081             |
| Jødisk kalender      | 4848 – 4849             |
| Hindukalendere       |                         |
| - Vikram Samvat      | 1143 – 1144             |
| - Shaka Samvat       | 1010 – 1011             |
| - Kali Yuga          | 4189 – 4190             |
| Iransk kalender      | 466 – 467               |
| Islamisk kalender    | 481 – 482               |

Konge i Danmark: Oluf Hunger 1086-1095
Se også 1088 (tal)

## Begivenheder
- 12. marts - Pave Urban 2. indsættes efter Pave Viktor 3., indtil sin død i 1099.
- Universitet i Bologna grundlægges, som det første i Europa.

## Dødsfald
- 6. januar - Berengar af Tours, fransk teolog (født ca. 999).
- Svend Nordmand (eller Norbagge), biskop i Roskilde Domkirke fra 1074 til sin død.